# Sida barclayi
Sida barclayi là một loài thực vật có hoa trong họ Cẩm quỳ. Loài này được Baker f. miêu tả khoa học đầu tiên năm 1892.